# Jewelz (Anderson Paak)
Jewelz è un singolo del rapper statunitense Anderson Paak pubblicato il 6 ottobre 2020.

## Tracce
1. Jewelz – 2:50